# Клара Румянова
Клара Михайловна Румянова (8 декември 1929 г. в Ленинград – 18 септември 2004 г. в Москва) е съветска и руска актриса и певица. В Съветския съюз тя става известна като глас и певица за множество герои от анимационни филми от студиото „Союзмультфильм“, включително героите на Чебурашка и Заека в сериала „Ну, погоди!“.
В края на 40-те години на XX век Клара Румянова започва да учи актьорско майсторство в Москва във филмовото училище, а след това във Всесъюзния държавен институт по кинематография, което завършва през 1953 г. Като 21-годишна студентка тя получава първата си роля във филм през 1951 г. – тази на Лена Зуева във филма „Селский врач“ (издаден през януари 1952 г.). Тя също така озвучва бебето на героя.
От средата на 50-те години на XX век Клара Румянова е получавала роля във филм почти всяка година до края на 70-те години. Едновременно с това тя работила като дублаж на детски гласове във филми. През 60-те години тя озвучава множество анимационни герои, защото можела да пее и говори с изразителност и чар с висок, писклив глас. От края на 60-те години нататък няколко от тези анимационни филми постигат трайна слава, която продължава през цялата съветска епоха до наши дни. Последният ѝ анимационен герой е Ромашка във филма „Пътуването на Незнайко до Луната“ през 1999 г. по едноименната повест на Николай Носов – когато е била на 70 години.
Общо тя е дублирала 300 анимационни филма. През 1979 г. получава наградата „Заслужил артист на Руската съветска федеративна социалистическа република“.
Румянова е била омъжена за колегата си Анатолий Владимирович Чемодуров (1919 – 1986). Тя почива от рак на гърдата месец и половина преди 75-ия си рожден ден.